# Котула Іван
Котула Іван (псевдо: «Іванко»; ? — 7 лютого 1946, біля с. Лабач, Буський район, Львівська область) — сотник УПА, командир ТВ-11 «Пліснисько», Лицар Бронзового хреста бойової заслуги УПА.

## Життєпис
Організатор і командир відділу УНС на Золочівщині (10.1943 — поч. 1944), сотні УПА «Дружинники II» (03.-09.1944), командир куреня УПА «Дружинники» і член Команди ТВ-11 «Пліснисько» (1945), командир ТВ-11 «Пліснисько» (1946) і водночас військовий референт Золочівського окружного проводу ОУН (01.-02.1946). 
Загинув у криївці. 
Хорунжий (26.01.1944), поручник (?), сотник (22.01.1946) УПА.

## Нагороди
- Згідно з Наказом крайового військового штабу УПА-Захід ч. 17 від 1.01.1946 р. хорунжий УПА, член Команди ТВ 11 «Пліснесько» Іван Котула — «Іванко» нагороджений Бронзовим хрестом бойової заслуги УПА.